# Die Autobahnpolizei
Die Autobahnpolizei ist eine Dokusoapsendung des österreichischen Privatfernsehsenders ATV. Sie lief ab 3. Februar 2009 wöchentlich auf dem Sender.
Ein Kamerateam begleitete dabei 38 Beamte der österreichischen Autobahnpolizei Anif (Bundesland Salzburg) bei ihrer Arbeit und auch im privaten Umfeld. Die Polizisten waren dabei meist auf der Tauernautobahn (A 10) unterwegs. Dabei wurden die Exekutivbeamten bei Routinearbeiten wie mobilen Radarkontrollen oder Verkehrskontrollen mit der Kamera begleitet.

## Produktion
Ursprünglich war keine Limitierung der Folgen vorgesehen. Nach einer Intervention des österreichischen Innenministeriums musste ATV jedoch die laufenden Dreharbeiten  einstellen, da laut Ministeriums-Sprecher unter anderem in die Rechte Dritter eingegriffen werde. Die bereits produzierten acht Folgen durfte der Sender jedoch zeigen.